# 부여 황일호 신도비 및 황진 효자각
부여 황일호 신도비 및 황진 효자각은 충청남도 부여군 부여읍에 있다. 2001년 1월 3일 부여군의 향토문화유산 제51호로 지정되었다.

## 개요
지소사앞 논 가운데 황진의 효자각 옆에 서 있다. 비신의 높이는229cm, 너비 69cm, 두께 50cm로 두께가 두꺼워 사각 기둥같은 형상이다. 해서체로 비문은 송시열이 짓고 황운조가 썼다. 현종 11년(1670)에 세웠던 것을 추증한 사실을 적고자 하여 정조 21년(1797)에 자손들의 공적을 덧붙여 다시 세웠다.
순조 16년(1816)에 정려를 받고 19년(1819)에 건립하였는데 정려가 낡고 퇴락하여 1927년 4월에 현재의 자리에 옮겨 지었다. 황진은 조선조의 문신 황일호의 아들로 송시열의 문인이었다. 편모를 봉양하였고 숙종 때에 사헌부 지평을 추증받았다. 창원인으로 호는 아술이며 용정리에 아술당 사우가 있다.

## 같이 보기
- 황일호의 묘
- 노혁전